# Adolpho Milman
Adolpho Milman, mais conhecido como Russo (província de Entre Ríos, Argentina, 26 de julho de 1915 – Rio de Janeiro, 11 de agosto de 1980), foi um futebolista argentino de origem judaico-ucraniana naturalizado brasileiro. É um dos cinco futebolistas que não nasceram no Brasil a ter sido convocado para a Seleção Brasileira e o último que, nessa condição, foi utilizado no século XX, sendo sucedido por Andreas Pereira em 2018.

## Origens
Embora divulgue-se que teria nascido em território do Império Russo que hoje seria parte do Afeganistão, Milman nasceu no interior da Argentina, filho de imigrantes judeus ucranianos. A família posteriormente reinstalou-se no município brasileiro de Pelotas, no Rio Grande do Sul. As dúvidas acerca de suas origens acabaram alimentadas pelo próprio atleta, que recusava-se até mesmo com os filhos a falar muito do seu passado, sabendo eles apenas que Russo nascera na província argentina de Entre Ríos.

## Carreira
Russo é um dos grandes artilheiros da história do Fluminense, tendo feito 154 gols em 249 jogos, entre 1933 e 1944, sendo um dos destaques do famoso "Fla-Flu da Lagoa", na final do Campeonato Carioca de 1941, tendo conquistado quatro campeonatos cariocas, um Torneio Aberto e um Torneio Municipal pelo Tricolor.
Ainda em 2006, era o segundo maior artilheiro do Fluminense em Fla-Flus com 13 gols, perdendo neste quesito apenas para Hércules, autor de 15 gols nas décadas de 30 e 40 do Século XX.
Russo era tido como jogador de rara inteligência, tendo, entre seus fãs, ninguém menos do que seu companheiro de clube, Tim, que quando se tornou treinador, foi um dos maiores estrategistas da história do futebol brasileiro, mestre de toda uma geração de técnicos.
Sofreu uma grave contusão em 1938, não tendo disputado nenhuma partida pelo Tricolor neste ano, tendo ido para Paris, a fim de se recuperar e onde chegou a jogar por um pequeno clube local, o Cercle, retornando para o Fluminense em 1940, a tempo de se sagrar campeão carioca, e conseguindo recuperar a antiga forma.
No Campeonato Carioca de 1941, fez parte do ataque que fez 106 gols, um feito jamais igualado neste torneio, tendo como companheiros o argentino Rongo, Romeu Pellicciari, Tim e Hércules.
Contava Tim que, no dia do Clássico Vovô de 4 de setembro de 1943, no Estádio de Laranjeiras, o então técnico do Fluminense, o uruguaio Ondino Viera, no momento da distribuição de camisas e tarefas aos jogadores, pediu a Russo que marcasse o jogador Santamaría, um argentino que jogava no Botafogo, o que Russo recusou, devolvendo a camisa ao técnico. Interpelado por Ondino Viera, Russo explicou que sua posição em campo e suas características não lhe permitiriam executar bem a função, recomendando que o treinador escalasse Carlos Brant, que era volante e ainda sabia atacar. Vencido pelo argumento de Russo, Ondino preferiu deixá-lo entrar em campo e jogar como acreditava que seria o melhor para ele e para o tricolor. Resultado: o Fluminense ganhou do Botafogo por 5 a 3 e Russo marcou três gols. Russo jogou, ainda, pelas seleções Brasileira (1 partida em 1942) e Carioca. Pelo Brasil, jogou na vitória por 2 a 1 sobre a Seleção Peruana, em jogo do Campeonato Sul-Americano de 1942, no Estádio Centenario, Montevidéu-URU.
Em 1949 foi técnico do America, conquistando o Torneio Início do Campeonato Carioca deste ano, assim como foi técnico interino do Fluminense durante o Torneio Rio-São Paulo de 1955, com uma derrota para o Santos no Estádio da Vila Belmiro por 2 a 1 e uma vitória no Fla-Flu por 3 a 1.
Foi supervisor da Seleção Brasileira até 1970, tendo sido demitido com o técnico João Saldanha, de quem era amigo.
Ao terminar sua exitosa carreira, manteve-se vinculado ao Fluminense, tendo-lhe prestado vários serviços relevantes. Naturalizado brasileiro, veio a falecer em 11 de agosto de 1980.
Em 2006, teve lançada uma biografia escrita pelo jornalista paranaense Carlos Alberto Pessôa, intitulada "O Sábio de Chuteiras", pela editora Travessa dos Editores.